# 埃特林根
埃特林根（德語：Ettlingen，發音：[ˈɛtlɪŋən] ⓘ；南法兰克语：Eddlinge）是德国巴登-符腾堡州卡尔斯鲁厄行政区卡尔斯鲁厄县的城市，是仅次于布鲁赫萨尔的该县第二大城市，总面积56.74平方千米，2023年12月31日总人口为39,763人。

## 友好城市
- 法國 埃佩尔奈（1953年）
- 比利时 米德尔凯尔克（1971年）
- 英格兰 克利夫登（1980年）
- 德国 勒包（1990年）
- 俄羅斯 加特契纳（1992年）
- 義大利 门菲（2007年）

埃特林根 - Ettlingen
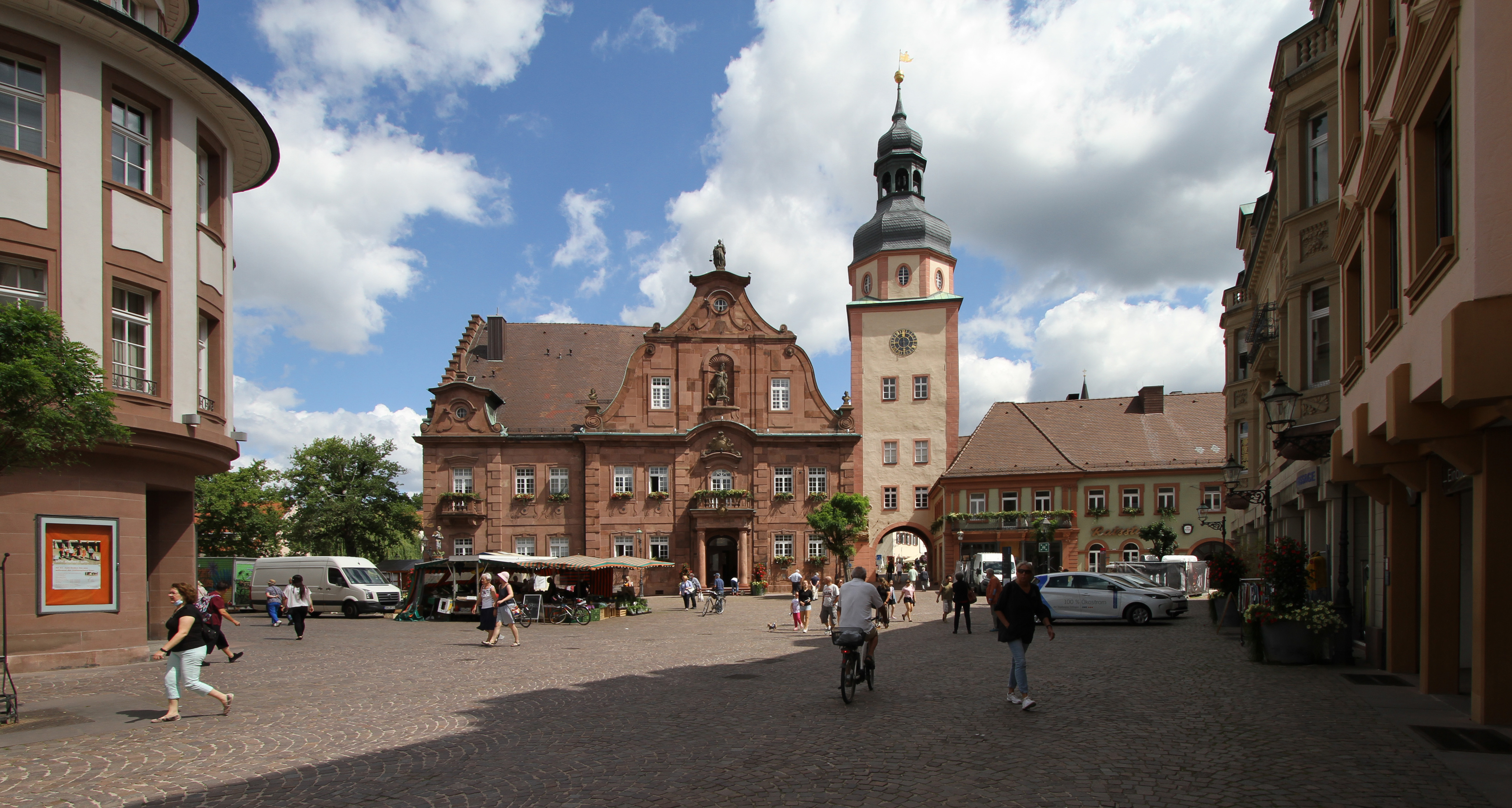
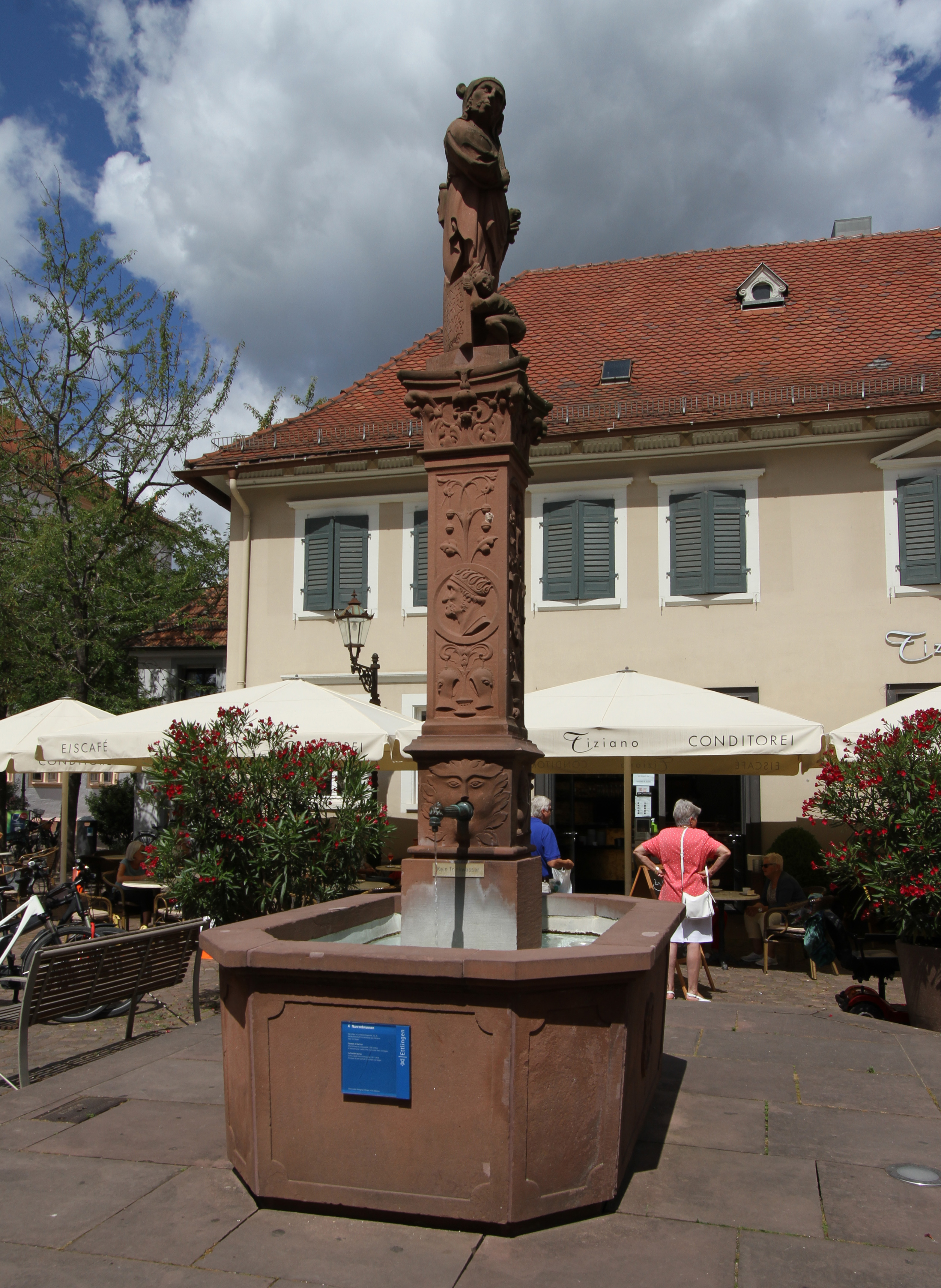
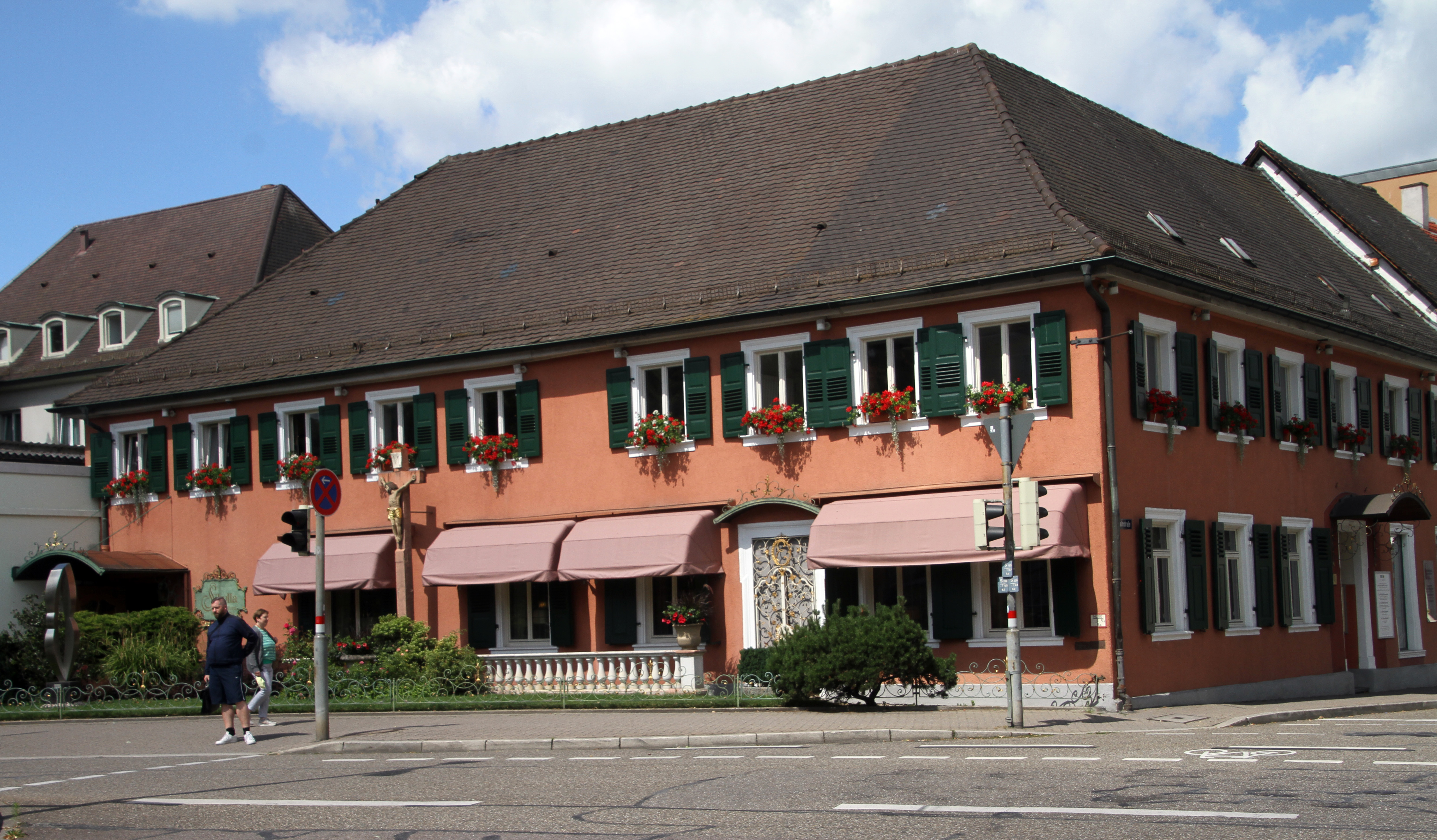
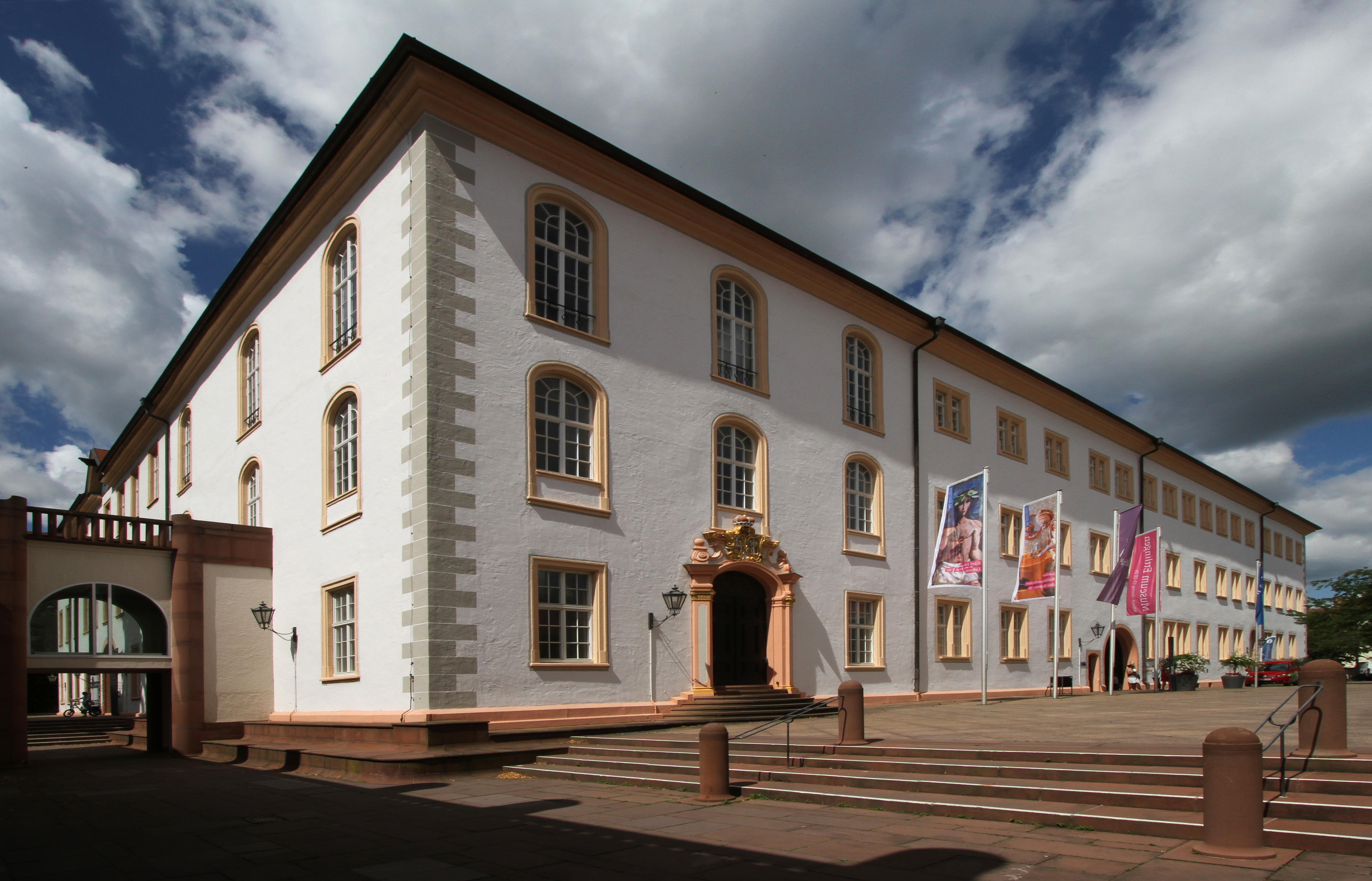
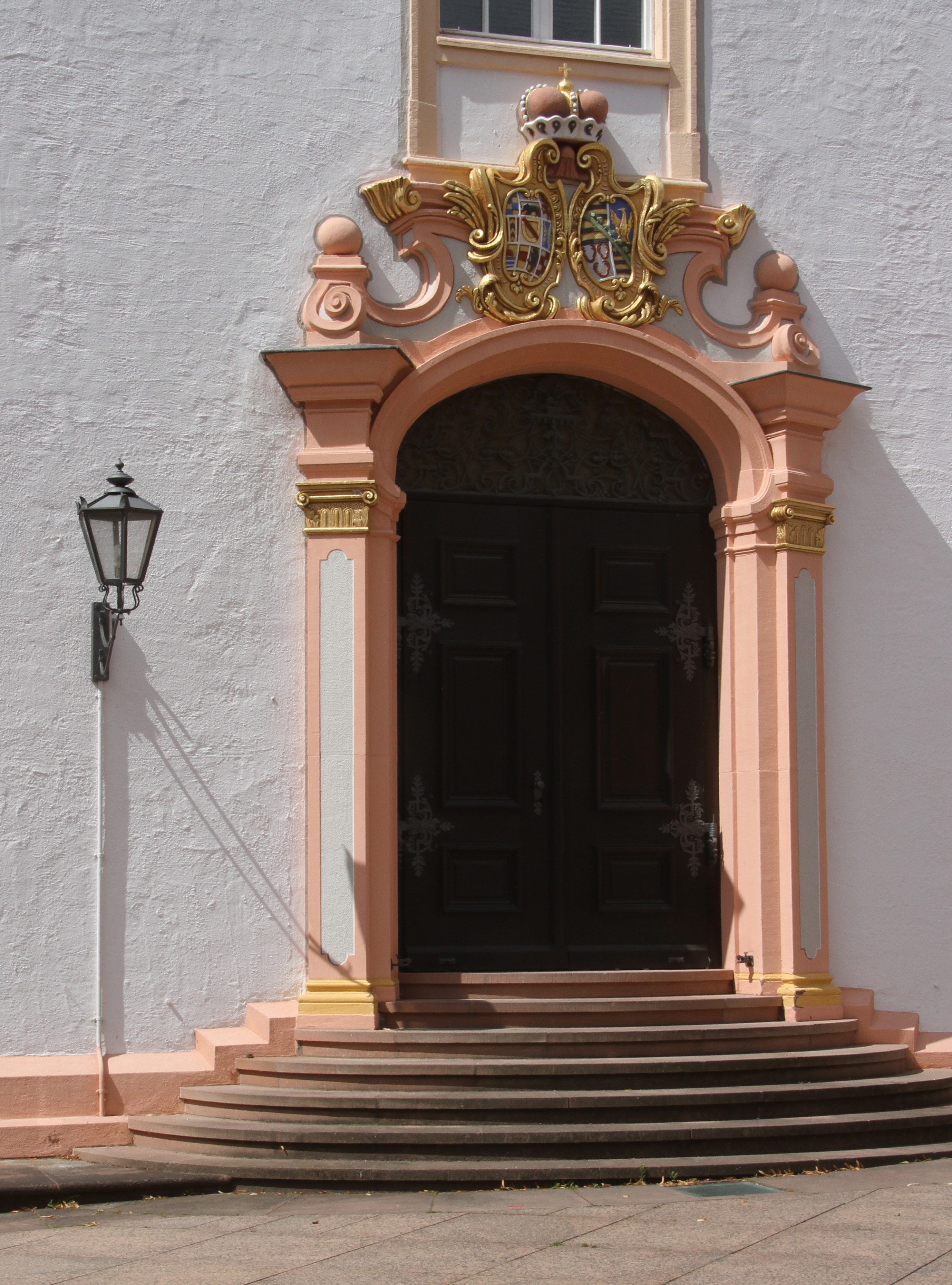
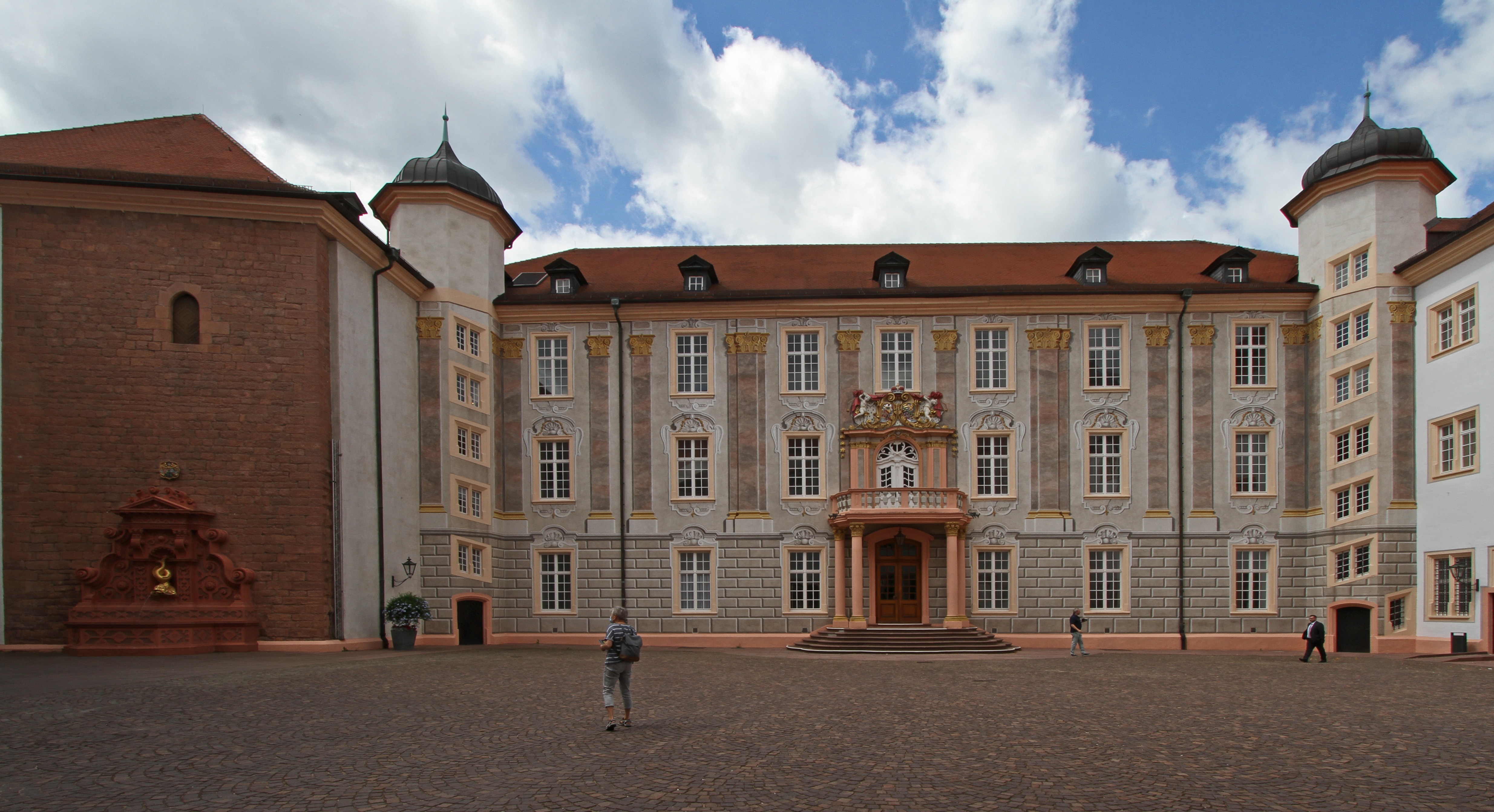